# Три-сюр-Баиз
Три-сюр-Баи́з (фр. Trie-sur-Baïse, окс. Tria de Baïsa) — коммуна во Франции, находится в регионе Юг — Пиренеи. Департамент — Верхние Пиренеи. Административный центр кантона Три-сюр-Баиз. Округ коммуны — Тарб.
Код INSEE коммуны — 65452.

## География
Коммуна расположена приблизительно в 640 км к югу от Парижа, в 95 км западнее Тулузы, в 27 км к северо-востоку от Тарба.
По территории коммуны протекает река Баиз.

## Климат
Климат умеренно-океанический с солнечной тёплой погодой и обильными осадками на протяжении практически всего года.

## Население
Население коммуны на 2010 год составляло 1069 человек.
| 1962 | 1968 | 1975 | 1982 | 1990 | 1999 | 2010 |
| ---- | ---- | ---- | ---- | ---- | ---- | ---- |
| 1200 | 1175 | 1096 | 1075 | 1011 | 1033 | 1069 |

## Администрация
| Период | Период | Фамилия         | Партия                      | Примечания |
| ------ | ------ | --------------- | --------------------------- | ---------- |
| 2001   | 2008   | Жак Обьян       |                             |            |
| 2008   | 2014   | Мариз Момюс     |                             |            |
| 2014   | 2020   | Жан-Пьер Грассе | Левая партия → Разные левые | почтальон  |

## Экономика
В 2010 году среди 543 человек трудоспособного возраста (15-64 лет) 421 были экономически активными, 122 — неактивными (показатель активности — 77,5 %, в 1999 году было 66,3 %). Из 421 активных жителей работали 378 человек (202 мужчины и 176 женщин), безработных было 43 (18 мужчин и 25 женщин). Среди 122 неактивных 27 человек были учениками или студентами, 55 — пенсионерами, 40 были неактивными по другим причинам.

## Достопримечательности
- Церковь монастыря кармелитов (1450 год). Исторический памятник с 1977 года[4]
- Церковь Нотр-Дам (XV век). Исторический памятник с 1928 года[5]
- Башня (XIV век). Исторический памятник с 1939 года[6]

## Фотогалерея
- Монастырь кармелитов
- Церковь Нотр-Дам
- Карта коммуны